# Komono (distrikt)
Komono är ett distrikt i Kongo-Brazzaville. Det ligger i departementet Lékoumou, i den sydvästra delen av landet, 270 km nordväst om huvudstaden Brazzaville.